# Kaløskovene og Kaløvig
Kaløskovene og Kaløvig este o arie protejată (arie specială de conservare — SAC, sit de importanță comunitară — SCI) din Danemarca întinsă pe o suprafață de 746 ha, integral pe uscat.

## Localizare
Centrul sitului Kaløskovene og Kaløvig este situat la coordonatele 56°16′52″N 10°28′53″E / 56.281111°N 10.481389°E.

## Înființare
Situl Kaløskovene og Kaløvig a fost declarat sit de importanță comunitară în august 2002 pentru a proteja 4 specii de animale. Situl a fost protejat și ca arie specială de conservare în decembrie 2011.

## Biodiversitate
Situată în ecoregiunile continentală și marină baltică, aria protejată conține 20 de habitate naturale: Golfuri mici largi și golfuri puțin adânci, Păduri de fag din Europa Centrală dezvoltate pe sol calcaros cu Cephalanthero-Fagion, Păduri de fag Luzulo-Fagetum, Păduri de fag Asperulo-Fagetum, Păduri de stejar sau de stejar și carpen sub-atlantice și medio-europene de Carpinion betuli, Păduri aluvionare cu Alnus glutinosa și Fraxinus excelsior (Alno-Padion, Alnion incanae, Salicion albae), Salicornia și alte specii anuale care populează regiunile mlăștinoase și nisipoase, Pajiști uscate seminaturale și facies de acoperire cu tufișuri pe substraturi calcaroase (Festuco-Brometalia) (* situri importante pentru orhidee), Izvoare petrifiante cu formare de travertin (Cratoneurion), Lagune de coastă, Lacuri eutrofice naturale cu vegetație de tip Magnopotamion sau Hydrocharition, Recifuri, Mlaștini alcaline, Bancuri de nisip acoperite în permanență slab de apă marină, Pășuni atlantice udate de apa mării (Glauco-Puccinellietalia maritimae), Vegetație anuală la limita mareei, Vegetație perenă pe țărmurile stâncoase, Formațiuni ierboase bogate în specii de Nardus, dezvoltate pe substraturi silicioase în zone montane (și în zone submontane, în Europa continentală), Pajiști cu Molinia pe soluri calcaroase, turboase sau argilos-nămoloase (Molinion caeruleae), Terase mlăștinoase și terase nisipoase neacoperite de apă la reflux.
La baza desemnării sitului se află mai multe specii protejate:
- amfibieni (1): triton cu creastă (Triturus cristatus)
- mamifere (2): focă obișnuită (Phoca vitulina), marsuin (Phocoena phocoena)
- nevertebrate (1): Vertigo moulinsiana